# Claus Schaffer
Claus Schaffer (* 24. Januar 1969 in Siegburg) ist ein deutscher Politiker der Alternative für Deutschland (AfD). Von 2017 bis 2022 war er Abgeordneter im Landtag von Schleswig-Holstein.

## Politik
Claus Schaffer trat 2013 in die AfD ein. Zwischen April 2016 und Juli 2017 war er einer von drei stellvertretenden Vorsitzenden der AfD Schleswig-Holstein. Von Juli 2016 bis Juli 2018 war er Sprecher des Kreisverbands Lübeck, seither ist er Beisitzer im Vorstand. Bei der Landtagswahl 2017 war er Direktkandidat im Wahlkreis Lübeck-West und zog über Listenplatz zwei als Abgeordneter in den Landtag ein. Bis zur Auflösung der AfD-Fraktion war er deren stellvertretender Vorsitzender und innen- sowie sozialpolitischer Sprecher. Zudem war er Mitglied des Rechts- und Sozialausschusses und Obmann des Ersten Parlamentarischen Untersuchungsausschuss der 19. Wahlperiode. Schaffer setzte sich für die Ausstattung der Schleswig-Holsteinischen Polizei mit Tasern ein, weil diese die Möglichkeit böten, den meist tödlichen Schuss zu vermeiden. Bei der Landtagswahl 2022 verfehlte die AfD den Wiedereinzug in den Landtag und Schaffer schied zum Ende der Legislaturperiode aus dem Landtag aus. Laut AfD Schleswig-Holstein sei Schaffer im Oktober 2024 kein Parteimitglied mehr gewesen.

## Privates
Claus Schaffer ist Kriminalhauptkommissar der Landespolizei Schleswig-Holstein. Er ist geschieden und Vater zweier Kinder.